# Nogomet na OI 2020.
Nogomet na OI 2020. u Tokiju održao se od 21. srpnja do 7. kolovoza 2021. u Japanu. Utakmice su se igrale u Tokiju, Kashimi, Saitami, Sapporu, Rifuu i Yokohami.

## Medaljisti
| Kategorija | Zlato | Srebro | Bronca |
| ---------- | --- | --- | --- |
| Muškarci   | Brazil Santos Gabriel Menino Diego Carlos Ricardo Graça Douglas Luiz Guilherme Arana Paulinho Bruno Guimarães Matheus Cunha Richarlison Antony Brenno Dani Alves Bruno Fuchs Nino Abner Malcom Matheus Henrique Reinier Claudinho Gabriel Martinelli Lucão                                                                               | Španjolska Unai Simón Óscar Mingueza Marc Cucurella Pau Torres Jesús Vallejo Martín Zubimendi Marco Asensio Mikel Merino Rafa Mir Dani Ceballos Mikel Oyarzabal Eric García Álvaro Fernández Carlos Soler Jon Moncayola Pedri Javi Puado Óscar Gil Dani Olmo Juan Miranda Bryan Gil Iván Villar                                                          | Meksiko Luis Malagón Jorge Sánchez César Montes Jesús Angulo Johan Vásquez Vladimir Loroña Luis Romo Carlos Rodríguez Henry Martín Diego Lainez Alexis Vega Adrián Mora Guillermo Ochoa Érick Aguirre Uriel Antuna José Joaquín Esquivel Sebastián Córdova Eduardo Aguirre Ricardo Angulo Fernando Beltrán Roberto Alvarado Sebastián Jurado |
| Žene       | Kanada Stephanie Labbé Allysha Chapman Kadeisha Buchanan Shelina Zadorsky Quinn Deanne Rose Julia Grosso Jayde Riviere Adriana Leon Ashley Lawrence Desiree Scott Christine Sinclair Évelyne Viens Vanessa Gilles Nichelle Prince Janine Beckie Jessie Fleming Kailen Sheridan Jordyn Huitema Sophie Schmidt Gabrielle Carle Erin McLeod | Švedska Hedvig Lindahl Jonna Andersson Emma Kullberg Hanna Glas Hanna Bennison Magdalena Eriksson Madelen Janogy Lina Hurtig Kosovare Asllani Sofia Jakobsson Stina Blackstenius Jennifer Falk Amanda Ilestedt Nathalie Björn Olivia Schough Filippa Angeldal Caroline Seger Fridolina Rolfö Anna Anvegård Julia Roddar Rebecka Blomqvist Zećira Mušović | SAD Alyssa Naeher Crystal Dunn Sam Mewis Becky Sauerbrunn Kelley O'Hara Kristie Mewis Tobin Heath Julie Ertz Lindsey Horan Carli Lloyd Christen Press Tierna Davidson Alex Morgan Emily Sonnett Megan Rapinoe Rose Lavelle Abby Dahlkemper Adrianna Franch Catarina Macario Casey Krueger Lynn Williams Jane Campbell                        |

## Muški turnir

### Grupna faza

#### Grupa A
| Pol. | Momčad    | Uta. | Pob. | Izj. | Por. | PoG | PrG | GR | Bod. | Nastavak natjecanja   |
| ---- | --------- | ---- | ---- | ---- | ---- | --- | --- | -- | ---- | --------------------- |
| 1.   | Japan     | 3    | 3    | 0    | 0    | 7   | 1   | +6 | 9    | Plasman u nokaut fazu |
| 2.   | Meksiko   | 3    | 2    | 0    | 1    | 8   | 3   | +5 | 6    | Plasman u nokaut fazu |
| 3.   | Francuska | 3    | 1    | 0    | 2    | 5   | 11  | –6 | 3    |                       |
| 4.   | JAR       | 3    | 0    | 0    | 3    | 3   | 8   | –5 | 0    |                       |

#### Grupa B
| Pol. | Momčad       | Uta. | Pob. | Izj. | Por. | PoG | PrG | GR | Bod. | Nastavak natjecanja   |
| ---- | ------------ | ---- | ---- | ---- | ---- | --- | --- | -- | ---- | --------------------- |
| 1.   | Južna Koreja | 3    | 2    | 0    | 1    | 10  | 1   | +9 | 6    | Plasman u nokaut fazu |
| 2.   | Novi Zeland  | 3    | 1    | 1    | 1    | 3   | 3   | 0  | 4    | Plasman u nokaut fazu |
| 3.   | Rumunjska    | 3    | 1    | 1    | 1    | 1   | 4   | –3 | 4    |                       |
| 4.   | Honduras     | 3    | 1    | 0    | 2    | 3   | 9   | –6 | 3    |                       |

#### Grupa C
| Pol. | Momčad     | Uta. | Pob. | Izj. | Por. | PoG | PrG | GR | Bod. | Nastavak natjecanja   |
| ---- | ---------- | ---- | ---- | ---- | ---- | --- | --- | -- | ---- | --------------------- |
| 1.   | Španjolska | 3    | 1    | 2    | 0    | 2   | 1   | +1 | 5    | Plasman u nokaut fazu |
| 2.   | Egipat     | 3    | 1    | 1    | 1    | 2   | 1   | +1 | 4    | Plasman u nokaut fazu |
| 3.   | Argentina  | 3    | 1    | 1    | 1    | 2   | 3   | –1 | 4    |                       |
| 4.   | Australija | 3    | 1    | 0    | 2    | 2   | 3   | –1 | 3    |                       |

#### Grupa D
| Pol. | Momčad            | Uta. | Pob. | Izj. | Por. | PoG | PrG | GR | Bod. | Nastavak natjecanja   |
| ---- | ----------------- | ---- | ---- | ---- | ---- | --- | --- | -- | ---- | --------------------- |
| 1.   | Brazil            | 3    | 2    | 1    | 0    | 7   | 3   | +4 | 7    | Plasman u nokaut fazu |
| 2.   | Obala Bjelokosti  | 3    | 1    | 2    | 0    | 3   | 2   | +1 | 5    | Plasman u nokaut fazu |
| 3.   | Njemačka          | 3    | 1    | 1    | 1    | 6   | 7   | –1 | 4    |                       |
| 4.   | Saudijska Arabija | 3    | 0    | 0    | 3    | 4   | 8   | –4 | 0    |                       |

### Nokaut faza
|  | Četvrtfinale          | Četvrtfinale          |                        |       | Polufinale   | Polufinale   |  |  | Finale                | Finale |
|  |                       |                       |                        |       |              |              |  |  |                       |        |
|  | 31. srpnja – Yokohama |                       |                        |       |              |              |  |  |                       |        |
|  |                       |                       |                        |       |              |              |  |  |                       |        |
|  | Južna Koreja          | 3                     |                        |       |              |              |  |  |                       |        |
|  | Južna Koreja          | 3                     | 3. kolovoza – Kashima  |       |              |              |  |  |                       |        |
|  | Meksiko               | 6                     |                        |       |              |              |  |  |                       |        |
|  | Meksiko               | 6                     | Meksiko                | 0 (1) |              |              |  |  |                       |        |
|  | 31. srpnja – Saitama  |                       | Meksiko                | 0 (1) |              |              |  |  |                       |        |
|  |                       | Brazil (pen.)         | 0 (4)                  |       |              |              |  |  |                       |        |
|  | Brazil                | Brazil (pen.)         | 0 (4)                  | 1     |              |              |  |  |                       |        |
|  | Brazil                |                       | 7. kolovoza – Yokohama | 1     |              |              |  |  |                       |        |
|  | Egipat                | 0                     |                        |       |              |              |  |  |                       |        |
|  | Egipat                | 0                     | Brazil (pr.)           | 2     |              |              |  |  |                       |        |
|  | 31. srpnja – Kashima  |                       | Brazil (pr.)           | 2     |              |              |  |  |                       |        |
|  |                       | Španjolska            | 1                      |       |              |              |  |  |                       |        |
|  | Japan (pen.)          | Španjolska            | 1                      | 0 (4) |              |              |  |  |                       |        |
|  | Japan (pen.)          | 3. kolovoza – Saitama |                        | 0 (4) |              |              |  |  |                       |        |
|  | Novi Zeland           | 0 (2)                 |                        |       |              |              |  |  |                       |        |
|  | Novi Zeland           | 0 (2)                 | Japan                  | 0     | Treće mjesto | Treće mjesto |  |  |                       |        |
|  | 31. srpnja – Rifu     |                       | Japan                  | 0     | Treće mjesto | Treće mjesto |  |  |                       |        |
|  |                       | Španjolska (pr.)      | 1                      |       |              |              |  |  |                       |        |
|  | Španjolska (pr.)      | Španjolska (pr.)      | 1                      | 5     | Meksiko      | 3            |  |  |                       |        |
|  | Španjolska (pr.)      |                       |                        | 5     | Meksiko      | 3            |  |  |                       |        |
|  | Obala Bjelokosti      | 2                     |                        | Japan | 1            |              |  |  |                       |        |
|  | Obala Bjelokosti      | 2                     |                        |       | 1            |              |  |  |                       |        |
|  |                       |                       |                        |       |              |              |  |  | 6. kolovoza – Saitama |        |
|  |                       |                       |                        |       |              |              |  |  |                       |        |

## Ženski turnir

### Grupna faza

#### Grupa F
| Pol. | Momčad           | Uta. | Pob. | Izj. | Por. | PoG | PrG | GR | Bod. | Nastavak natjecanja   |
| ---- | ---------------- | ---- | ---- | ---- | ---- | --- | --- | -- | ---- | --------------------- |
| 1.   | Velika Britanija | 3    | 2    | 1    | 0    | 4   | 1   | +3 | 7    | Plasman u nokaut fazu |
| 2.   | Kanada           | 3    | 1    | 2    | 0    | 4   | 3   | +1 | 5    | Plasman u nokaut fazu |
| 3.   | Japan            | 3    | 1    | 1    | 1    | 2   | 2   | 0  | 4    | Plasman u nokaut fazu |
| 4.   | Čile             | 3    | 0    | 0    | 3    | 1   | 5   | –4 | 0    |                       |

#### Grupa G
| Pol. | Momčad     | Uta. | Pob. | Izj. | Por. | PoG | PrG | GR  | Bod. | Nastavak natjecanja   |
| ---- | ---------- | ---- | ---- | ---- | ---- | --- | --- | --- | ---- | --------------------- |
| 1.   | Nizozemska | 3    | 2    | 1    | 0    | 21  | 8   | +13 | 7    | Plasman u nokaut fazu |
| 2.   | Brazil     | 3    | 2    | 1    | 0    | 9   | 3   | +6  | 7    | Plasman u nokaut fazu |
| 3.   | Zambija    | 3    | 0    | 1    | 2    | 7   | 15  | −6  | 1    |                       |
| 4.   | NR Kina    | 3    | 0    | 1    | 2    | 6   | 17  | –11 | 1    |                       |

#### Grupa H
| Pol. | Momčad      | Uta. | Pob. | Izj. | Por. | PoG | PrG | GR | Bod. | Nastavak natjecanja   |
| ---- | ----------- | ---- | ---- | ---- | ---- | --- | --- | -- | ---- | --------------------- |
| 1.   | Švedska     | 3    | 3    | 0    | 0    | 9   | 2   | +7 | 9    | Plasman u nokaut fazu |
| 2.   | SAD         | 3    | 1    | 1    | 1    | 6   | 4   | +2 | 4    | Plasman u nokaut fazu |
| 3.   | Australija  | 3    | 1    | 1    | 1    | 4   | 5   | −1 | 4    | Plasman u nokaut fazu |
| 4.   | Novi Zeland | 3    | 0    | 0    | 3    | 2   | 10  | –8 | 0    |                       |

### Nokaut faza
|  | Četvrtfinale          | Četvrtfinale          |                        |       | Polufinale   | Polufinale   |  |  | Finale                | Finale |
|  |                       |                       |                        |       |              |              |  |  |                       |        |
|  | 30. srpnja – Kashima  |                       |                        |       |              |              |  |  |                       |        |
|  |                       |                       |                        |       |              |              |  |  |                       |        |
|  | Velika Britanija      | 3                     |                        |       |              |              |  |  |                       |        |
|  | Velika Britanija      | 3                     | 2. kolovoza – Yokohama |       |              |              |  |  |                       |        |
|  | Australija (pr.)      | 4                     |                        |       |              |              |  |  |                       |        |
|  | Australija (pr.)      | 4                     | Australija             | 0     |              |              |  |  |                       |        |
|  | 30. srpnja – Saitama  |                       | Australija             | 0     |              |              |  |  |                       |        |
|  |                       | Švedska               | 1                      |       |              |              |  |  |                       |        |
|  | Švedska               | Švedska               | 1                      | 3     |              |              |  |  |                       |        |
|  | Švedska               |                       | 6. kolovoza – Yokohama | 3     |              |              |  |  |                       |        |
|  | Japan                 | 1                     |                        |       |              |              |  |  |                       |        |
|  | Japan                 | 1                     | Švedska                | 1 (2) |              |              |  |  |                       |        |
|  | 30. srpnja – Yokohama |                       | Švedska                | 1 (2) |              |              |  |  |                       |        |
|  |                       | Kanada (pen.)         | 1 (3)                  |       |              |              |  |  |                       |        |
|  | Nizozemska            | Kanada (pen.)         | 1 (3)                  | 2 (2) |              |              |  |  |                       |        |
|  | Nizozemska            | 2. kolovoza – Kashima |                        | 2 (2) |              |              |  |  |                       |        |
|  | SAD (pen.)            | 2 (4)                 |                        |       |              |              |  |  |                       |        |
|  | SAD (pen.)            | 2 (4)                 | SAD                    | 0     | Treće mjesto | Treće mjesto |  |  |                       |        |
|  | 30. srpnja – Rifu     |                       | SAD                    | 0     | Treće mjesto | Treće mjesto |  |  |                       |        |
|  |                       | Kanada                | 1                      |       |              |              |  |  |                       |        |
|  | Kanada (pen.)         | Kanada                | 1                      | 0 (4) | Australija   | 3            |  |  |                       |        |
|  | Kanada (pen.)         |                       |                        | 0 (4) | Australija   | 3            |  |  |                       |        |
|  | Brazil                | 0 (3)                 |                        | SAD   | 4            |              |  |  |                       |        |
|  | Brazil                | 0 (3)                 |                        |       | 4            |              |  |  |                       |        |
|  |                       |                       |                        |       |              |              |  |  | 5. kolovoza – Kashima |        |
|  |                       |                       |                        |       |              |              |  |  |                       |        |

## Vanjske poveznice
- Tokyo 2020
- Olympic Football Tournaments Tokyo 2020 – Men  Arhivirana inačica izvorne stranice od 2. siječnja 2021. (Wayback Machine), FIFA.com
- Olympic Football Tournaments Tokyo 2020 – Women, FIFA.com